# جوهانس هانسن
جوهانس هانسن (بالنرويجية البوكمول: Johannes Hanssen)‏ هو ملحن نرويجي، ولد في 2 ديسمبر 1874 في أولنساكر في النرويج، وتوفي في 25 نوفمبر 1967 في أوسلو في النرويج.

## وصلات خارجية
- جوهانس هانسن على موقع ميوزك برينز (الإنجليزية)
- جوهانس هانسن على موقع ديسكوغز (الإنجليزية)